# Bombers de la Generalitat de Catalunya
Els Bombers de la Generalitat de Catalunya són un cos de bombers que desenvolupa les funcions de prevenció i extinció d'incendis i de salvaments a Catalunya.
Fins a l'any 1980 els serveis d'extinció d'incendis era una competència de les diputacions provincials i dels ajuntaments. Amb la restauració de la Generalitat de Catalunya i un cop constituït el seu primer govern, el Departament de Governació, encapçalat per Joan Vidal, va tirar endavant la creació d'un servei de bombers, recollint les competències que fins llavors duien a terme les diputacions provincials i els ajuntaments. El 27 de juny de 1980 es va crear, mitjançant decret, la Direcció General de Prevenció, Extinció d'Incendis i Salvaments, amb Alfons Ortí com a primer responsable.

## Història
El març de 1983 es va inaugurar la seu central de Bombers de la Generalitat a les instal·lacions de Bellaterra (Cerdanyola del Vallès). Aquell mateix any va sortir la primera promoció de 50 bombers formats al servei. El 1986 es transformà en Escola de Bombers i el 1995 es va traslladar a Mollet del Vallès, a l'Escola de Mossos d'Esquadra, que s'anomena Institut de Seguretat Pública de Catalunya des del 2007.
La Llei 9/1986 de 10 de novembre de Cossos de Funcionaris de l'Administració autonòmica va crear el Cos de Bombers de la Generalitat, mentre que la Llei 5 /1994 de 4 de maig, coneguda com a Llei de bombers, va fixar les atribucions de bombers i de l'administració. Després de diverses reivindicacions, els bombers van aconseguir que el Govern regulés les guàrdies amb un decret aprovat l'any 1998.
Les primeres dones bombers van ser voluntàries, els anys 1980, mentre que les dues primeres funcionàries ho van ser el 1998. Aquell mateix any que es va crear la nova Direcció General d'Emergències i Seguretat Civil, que va instaurar un servei d'atenció sanitària a les víctimes dels sinistres que assistien els bombers fins a la creació de l'actual Sistema d'Emergències Mèdiques del Departament de Salut. Els bombers es van quedar amb els rescats de muntanya, l'atenció a víctimes de grans sinistres i l'evacuació a centres sanitaris, funció que desenvolupa el Grup d'Emergències Mèdiques (GEM).
Entre els cossos especialitzats hi ha el Grup de Rescat de Muntanya, creat el 1984, i el Grup de Rescat i Salvaments Subaquàtics (GRS), de 1982, que es van unir el 1997 en el Grup de Recolzament d'Actuacions Especials (GRAE). Arran dels focs que van afectar la Catalunya central el 1998, l'any següent es va crear el Grup de Recolzament d'Actuacions Forestals (GRAF), que treballa també en la prevenció d'incendis forestals.
L'adquisició de nous helicòpters bombarders per a l'extinció de focs forestals va portar a la creació de la Secció de Mitjans Aeris, El 1988. El 1994, arran de greus incendis forestals, es va crear l'Oficina de Premsa, situada al Centre d'Informació i Coordinació Operativa de Catalunya (CICOC), a Bellaterra.
Quant als equipaments, el servei va fer una inversió important en telecomunicacions, amb la instal·lació de repetidors i la compra d'emissors-receptors de ràdio per als vehicles. Després dels incendis de 1998, el Centre de Telecomunicacions de Catalunya va millorar la qualitat de la xarxa de telecomunicacions amb la implantació, acabada el 2004, de la tecnologia digital TETRA, coneguda entre els bombers com a àgora.
Respecte a les competències, el 1995 entrà en funcionament el pla d'emergències per incendis forestals, l'Infocat, dos decrets obligaven les companyies elèctriques a netejar de vegetació el recorregut de les línies en trams forestals i les urbanitzacions a establir mesures de protecció. Aquell mateix any es va donar un impuls a la creació de les Agrupacions de Defensa Forestal (ADF), subvencionades per l'administració.
El 1997 es va aprovar la llei de protecció civil, que delimita les competències de la Generalitat i els ajuntaments en cas d'emergència; les administracions han de treballar de manera coordinada sota el comandament dels bombers. Amb aquesta llei, diversos municipis amb superfície forestal van començar a elaborar plans d'actuació municipal en cas de foc.
La millora de la gestió de les emergències va arribar amb el naixement del telèfon únic d'emergències, el 112, l'any 1999. Des de 1991, les trucades específiques per als bombers es feien al 085. El 2004 entrà en funcionament un sistema de seguretat, el Seqtaxi, per als taxis per enviar un senyal d'alarma directa en cas d'emergència.
La darrera reestructuració de la Direcció General es va fer el 2007 amb la creació de la Direcció General de Protecció Civil, que separa les competències de prevenció, extinció d'incendis i salvaments de la de protecció civil. Així mateix, es van establir set regions d'emergència a Catalunya.
En aquests anys d'història dels Bombers de la Generalitat, el cos ha hagut de fer front a nombrosos sinistres, com ara riuades, aiguats, nevades, atemptats amb bombes, incendis i accidents de trens, accidents de petroliers, accidents químics i incendis forestals, els més greus dels quals van ser els anys 1986, 1994 i 1998. Així mateix, els bombers catalans han col·laborat en missions d'ajuda a l'exterior, com ara situacions d'emergència causades per terratrèmols, i accions d'ajuda humanitària. L'ajuntament de Torroella els distingí el 2005 amb la Medalla del Montgrí.
El 20 de juliol de 2009 en les tasques d'extinció d'un incendi forestal a Horta de Sant Joan (Terra Alta) van morir cinc bombers, membres del Grup de Recolzament d'Actuacions Forestals (GRAF). Les víctimes van ser Ramon Espinet, David Duaigües, Jordi Moré i Jaume Arpa i Pau Costa. Un sisè bomber, Josep Maria Pallàs, va quedar greument ferit.
L'11 de setembre de 2009 el president de Catalunya José Montilla va lliurar la Medalla d'Or de la Generalitat de Catalunya al Cos de Bombers com a mostra de reconeixement i agraïment de les institucions catalanes per les seves aportacions al país.

## Organització

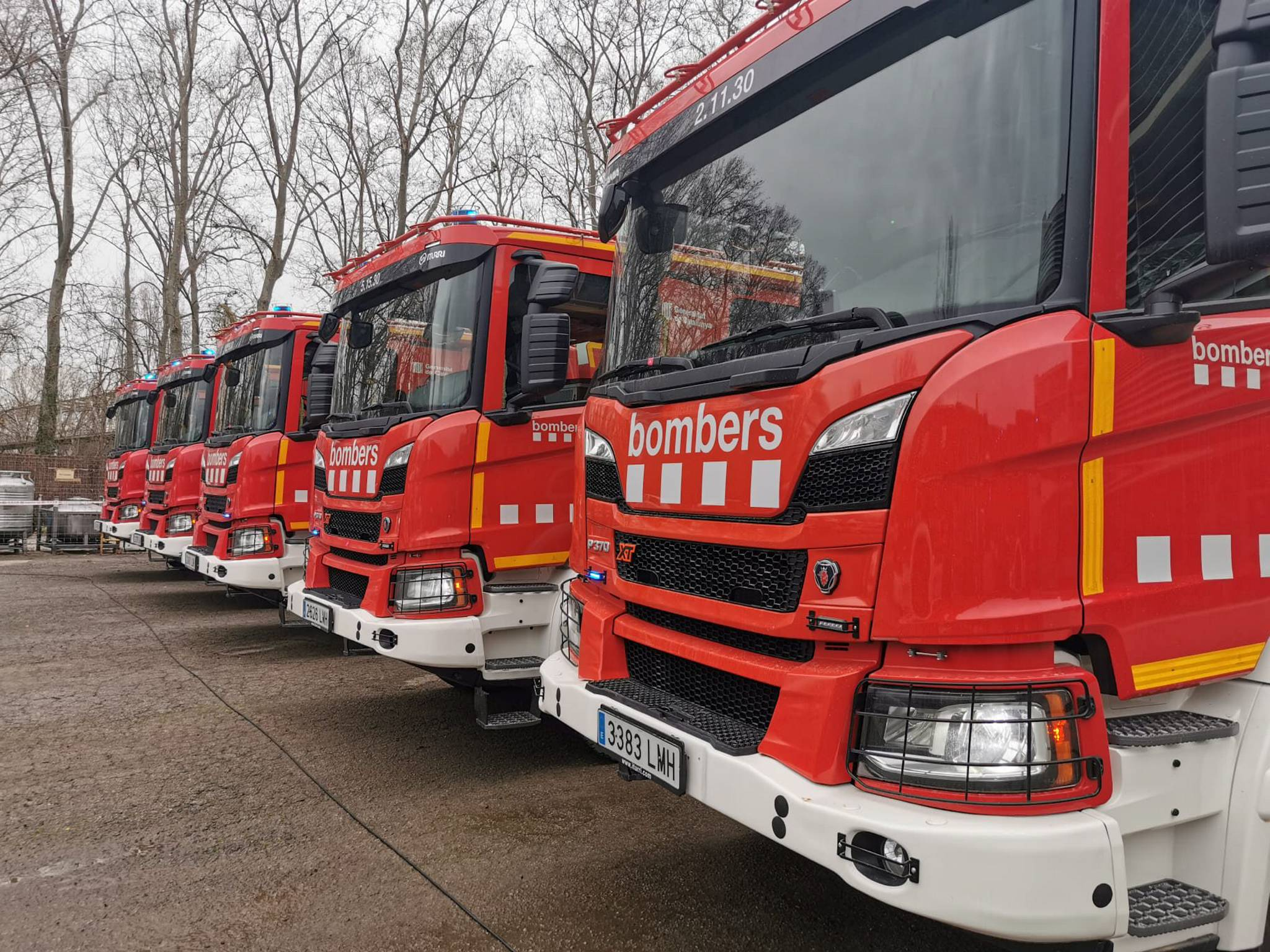
Renovació Bombers Generalitat

L'article 4.1 de l'Estatut d'Autonomia de Catalunya impulsa els poders públics de Catalunya a promoure les condicions perquè la llibertat i la igualtat dels individus i dels grups siguin reals i efectives. Per a la consecució de la llibertat real cal assegurar-se davant qualsevol situació hipotètica de risc per a la natura, la col·lectivitat i els individus. La tasca de prevenció i extinció d'incendis és una de les funcions de protecció de la societat, de l'entorn i de les condicions òptimes de vida.
La prevenció d'incendis és una funció que implica disposició de mitjans personals i materials, informació i conscienciació de la societat i execució de totes les accions que tendeixin a disminuir el risc. L'extinció d'incendis és una funció material, però altament tecnificada, la direcció i l'execució de la qual s'han de portar a terme amb perfecta claredat, tant pel que fa als criteris com pel que fa a les ordres transmeses. Per això, no hi pot haver ni improvisació ni desconcert i la jerarquització pot arribar a ser més operativa que la coordinació.
Les competències de la Generalitat que incideixen en matèria de prevenció i extinció d'incendis i de salvaments li són atribuïdes per diversos títols competencials de l'Estatut d'autonomia.
Així, l'Estatut atribueix a la Generalitat competència exclusiva sobre muntanya, espais naturals protegits i serveis forestals; règim local, sens perjudici del que disposa l'article 149.1.18 de la Constitució; desenvolupament legislatiu i execució en relació amb el règim estatutari del seu funcionariat; protecció del medi ambient, i execució de la legislació estatal en matèria de salvament marítim, a part d'altres títols inclosos en l'Estatut.
D'acord amb l'article 14.c) i d) de la Llei de l'Estat 2/1985, de protecció civil, correspon a la Generalitat assegurar la instal·lació, l'organització i el manteniment dels serveis de prevenció i extinció d'incendis i de salvaments, i també promoure, organitzar i mantenir la formació del personal dels serveis relacionats amb la protecció civil, en especial pel que fa als comandaments i components dels serveis de prevenció i extinció d'incendis i de salvaments.

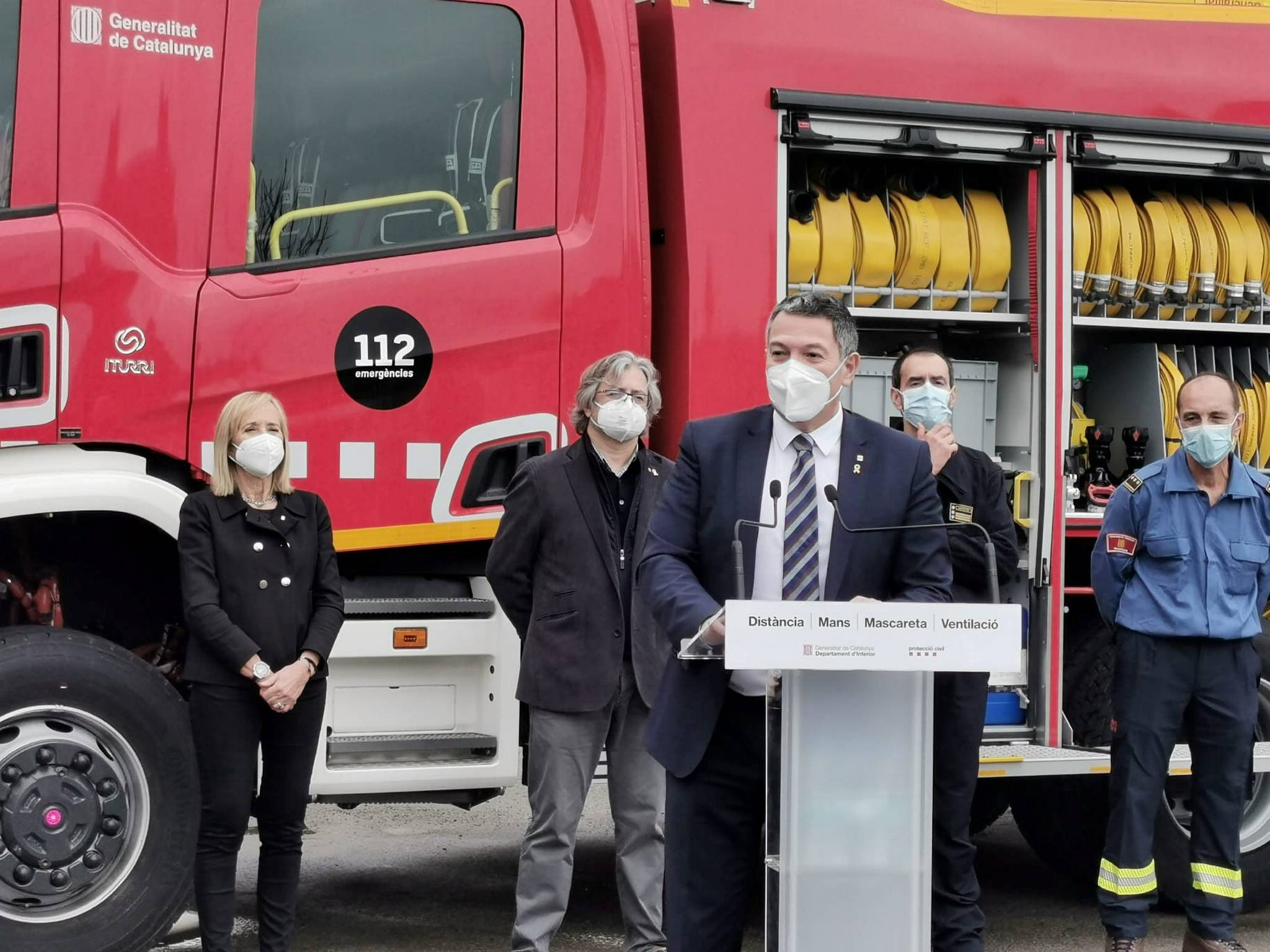
Renovació Bombers Generalitat

En virtut d'aquestes competències, l'article 5 de la Llei 9/1986, del 10 de novembre, de cossos de funcionaris de la Generalitat, va crear el Cos de Bombers de la Generalitat.
Mitjançant el Decret 246/1996, de 5 de juliol, s'aprova el Reglament del cos de bombers voluntaris de la Generalitat de Catalunya que substitueix l'anterior de l'any 1982, i que posteriorment ha estat modificat pel Decret 68/2000, de 8 de febrer.
Un cop determinades les competències de la Generalitat per regular el seu cos de bombers i els bombers voluntaris, cal establir que el servei de prevenció i extinció d'incendis també és competència pròpia dels municipis, d'acord amb la legislació de règim local vigent, i és un servei obligatori en els municipis de més de vint mil habitants i voluntari en la resta.
Mitjançant el Decret 301/1983, de 5 d'agost, es van acceptar les transferències dels serveis de prevenció i extinció d'incendis de les diputacions de Barcelona i Girona a la Generalitat.
En virtut d'aquesta transferència, la Generalitat va assumir els serveis de prevenció i extinció d'incendis, va estructurar-ne l'organització i va integrar com a funcionariat propi el personal procedent d'altres administracions, respectant els seus drets reconeguts. Es van subscriure convenis amb una gran part de municipis, i això ha fet que la intervenció de la Generalitat en aquest àmbit s'hagi estès fins a la instal·lació d'un centenar i mig de parcs distribuïts per tot el territori de Catalunya.
Finalment, l'any 1994, es promulga la Llei 5/1994, de 4 de maig, de regulació dels serveis de prevenció i extinció d'incendis i de salvaments de Catalunya (modificada parcialment per la Llei 5/1999, de 12 de juliol). En aquesta Llei es defineixen com a integrants del Cos de Bombers de la Generalitat tres tipus de bombers: els professionals, els voluntaris i els d'empresa, i formen part dels serveis públics els professionals i els voluntaris.
El cos de bombers de la Generalitat depèn de la Direcció General de Prevenció, Extinció d'Incendis i Salvaments.
El Decret 183/2007, de 28 d'agost, d'estructuració de la Direcció General de Prevenció, Extinció d'Incendis i Salvaments del Departament d'Interior, relacions, Institucionals i Participació i d'organització operativa i territorial del cos de bombers de la Generalitat de Catalunya, determina la Subdirecció General Operativa com la unitat a la qual s'encomana el comandament operatiu del cos de bombers i respecte de la qual es concreta l'estructura organitzativa del cos de bombers de la Generalitat.
L'organització del cos de bombers de la Generalitat de Catalunya s'estructura en òrgans centrals i en òrgans territorials.
Els òrgans centrals són la Divisió, l'Àrea Central, la Unitat Central i el Grup, i els òrgans territorials són la Regió, l'Àrea Regional, la Unitats Regionals i els Parcs, els quals tenen entre d'altres les següents funcions:
- La Divisió i la Regió són òrgans que, de manera ordinària, s'adscriuen a la Subdirecció General Operativa, a les que correspon la direcció estratègica d'àmbits concrets de l'activitat del Cos de bombers de la Generalitat.

- Les Àrees Centrals o Regionals són òrgans que, de manera ordinària, s'adscriuen respectivament a una Divisió o Regió, a les quals correspon la direcció tàctica d'àmbits concrets de l'activitat de bombers.

- Les Unitats Centrals o Regionals són òrgans als quals correspon la direcció operativa dels bombers. Les unitats centrals s'adscriuen a una àrea central o divisió central i les unitats regionals a una àrea regional o regió.

- El Grup és l'òrgan que de manera ordinària, s'adscriu a una unitat, les responsabilitats del qual són, amb caràcter general, les relatives a la supervisió i execució directa de les tasques dels bombers.

- El parc és el conjunt de mitjans personals i materials, amb organització pròpia, situat en un municipi i amb un àmbit territorial d'intervenció funcional concret.

El territori de Catalunya s'articula, als efectes de la implantació del cos de bombers de la Generalitat, en les regions d'emergència següents: Centre, Girona, Lleida, Tarragona, Terres de l'Ebre, Metropolitana Nord i Metropolitana Sud.
Les regions d'emergència són la denominació operativa de les brigades assenyalades a l'article 24 de la Llei 5/1994, de 4 de maig, de regulació dels serveis de prevenció i extinció d'incendis i de salvaments de Catalunya.

## Tipus de bombers

### Els bombers professionals
El personal professional dels serveis de prevenció i extinció d'incendis i de salvaments de la Generalitat té la condició de funcionari i integra el Cos de Bombers de la Generalitat.
El Cos de Bombers de la Generalitat s'estructura en una línia jeràrquica segons les escales i categories següents: 
- Escala superior, que comprèn la categoria d'inspector
- Escala executiva, que comprèn la categoria de sots-inspector
- Escala tècnica, que comprèn les categories d'oficial, de sergent, de caporal i de bomber de primera

Les funcions que corresponen a cada escala són les següents: 
- Escala superior: A les persones membres d'aquesta escala els correspon la direcció, coordinació i orientació d'unitats tècniques i de les operatives de nivell superior, i les funcions específiques de prevenció i extinció d'incendis i de salvaments que es determinin reglamentàriament, i la direcció i el comandament en les situacions en què se'ls encomani d'exercir com a cap de guàrdia.
- Escala executiva: A les persones membres d'aquesta escala els correspon la coordinació i comandament d'unitats tècniques i de les operatives de nivell intermedi, i les funcions específiques de prevenció i extinció d'incendis i de salvaments que es determinin reglamentàriament, i el comandament de les unitats corresponents en les situacions en què se'ls encomani d'exercir com a cap de guàrdia.
- Escala tècnica: A les persones membres d'aquesta escala els corresponen les funcions operatives en tasques de prevenció i extinció d'incendis i de salvaments i de suport sanitari en emergències, i les d'inspecció i les de comandament d'unitats operatives i logístiques, que es determinin per via reglamentària.

### Els bombers voluntaris
Són bombers voluntaris les persones que, per la seva vocació benèfico-social, presten serveis d'una manera altruista dins l'estructura de qualsevol dels serveis de prevenció i extinció d'incendis i salvaments a Catalunya. No tenen la consideració de funcionaris ni de personal laboral i es regeixen pel corresponent reglament. El reglament, actualment vigent, es va aprovar mitjançant el Decret 246/1996, de 5 de juliol, modificat pel Decret 68/2000, de 8 de febrer.
Els bombers voluntaris de la Generalitat depenen de l'organització i de la supervisió del Departament d'Interior, sota el comandament superior del conseller, i tenen una estructura i una organització jerarquitzada.
La formació, el perfeccionament i la capacitació dels bombers voluntaris correspon a l'Institut de Seguretat Pública de Catalunya.
Els membres del cos de bombers voluntaris de la Generalitat s'agrupen en les seccions següents: 
- Secció Activa: formada pels bombers voluntaris que actuen en el lloc del sinistre i fan serveis de prevenció i d'altres de no urgents.
- Secció Especial: formada pels bombers voluntaris especialistes en diferents tecnologies que pels seus coneixements i experiència poden assessorar i/o participar de forma directa en els serveis.
- Secció de Bombers Veterans: formada pels bombers voluntaris que, amb l'aportació de la seva experiència i coneixements, tenen la missió d'assessorar en totes les tasques pròpies dels bombers.
- Secció d'Honor: constituïda per persones, col·lectius, agrupacions o institucions, nacionals o estrangeres, que han contribuït de manera rellevant en serveis de prevenció i extinció d'incendis i de salvaments de la Generalitat.
- Secció Juvenil: formada per joves que, en un futur, volen ser bombers voluntaris.

El cos de bombers voluntaris de la Generalitat s'estructura en agrupacions adscrites a parcs de bombers i s'ordena, jeràrquicament, en les categories d'oficial, sergent, caporal i bomber.
Cada agrupació de bombers voluntaris ha de tenir un cap d'agrupació, membre del cos de bombers voluntaris, que en els parcs amb adscripció exclusiva de voluntaris, és també el cap de parc.

### Els bombers d'empresa
Tenen la consideració de bombers d'empresa les persones habilitades i acreditades per l'Institut de Seguretat Pública de Catalunya que exerceixen funcions de prevenció i extinció d'incendis i de salvaments en empreses.
El Departament, mitjançant el Decret 374/1996, de 2 de desembre, regulà les condicions generals d'organització, funcionament i habilitació i formació dels bombers d'empresa.

## Vehicles i mitjans terrestres
El cos de Bombers de la Generalitat compta amb diverses tipologies de vehicles. Pel que fa als mitjans terrestres, aquest cos (a 1/1/ 2021) compta amb:
| Tipologia de vehicles           | Nombre | Observacions | Fotografies |
| ------------------------------- | ------ | --- | ----------- |
| Ambulàncies                     | 2      | |             |
| Autoescales                     | 32     | - Autoescales automàtiques: 29 - Autoescales semiautomàtiques: 3 |             |
| Bombes                          | 318    | - Bombes forestals lleugeres: 2 - Bombes forestals pesants: 41 - Bombes nodrisses pesants: 21 - Bombes rural lleugera: 2 - Bombes rural pesants: 191 - Bombes urbanes lleugeres: 35 - Bombes urbanes pesants: 26 |             |
| Centre de comandament avançat   | 1      | |             |
| Furgons                         | 41     | - Furgó de rescat en el medi aquàtic: 2 - Furgó de risc químic: 4 - Furgó de salvaments apícoles: 2 - Furgó de salvaments diversos: 28 - Furgó d'equips respiratoris: 5                                          |             |
| Unitats de personal i càrregues | 392    | - Unitat de càrrega: 18 - Unitat de personal i càrrega: 234 - Unitat de personal i càrrega lleugera: 61 - Unitat de punt de trànsit: 8 - Unitat de suport logístic: 34 - Unitat de transport de personal: 37     |             |
| Altres unitats                  | 9      | |             |
| TOTAL                           | 795    | |             |

## Mitjans aeris
Els Bombers de la Generalitat tenen al seu abast diversos mitjans aeris, que amplien en època estival amb l'arribada de la campanya forestal. A data de setembre de 2023 compten amb:

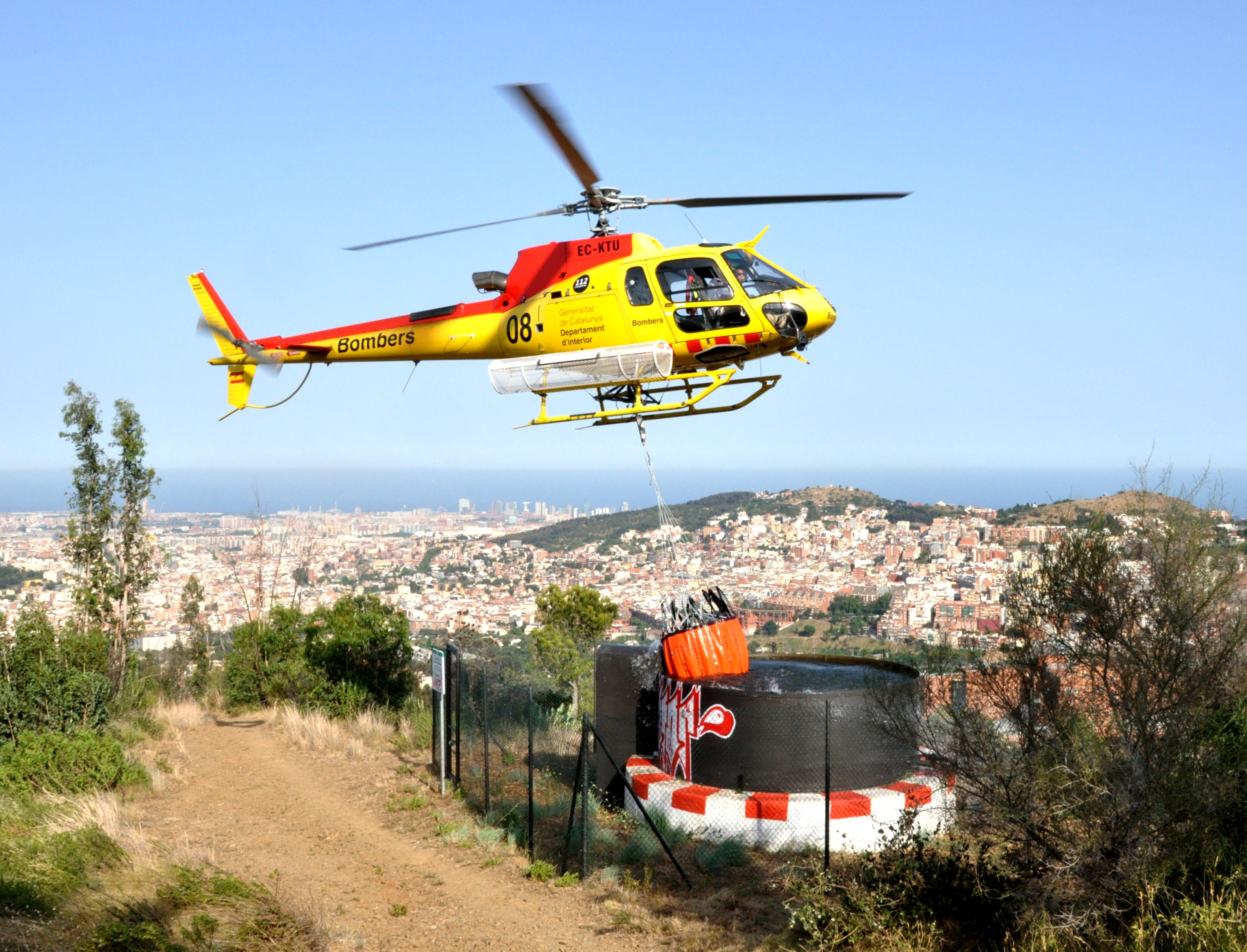
Helicòpter bombarder

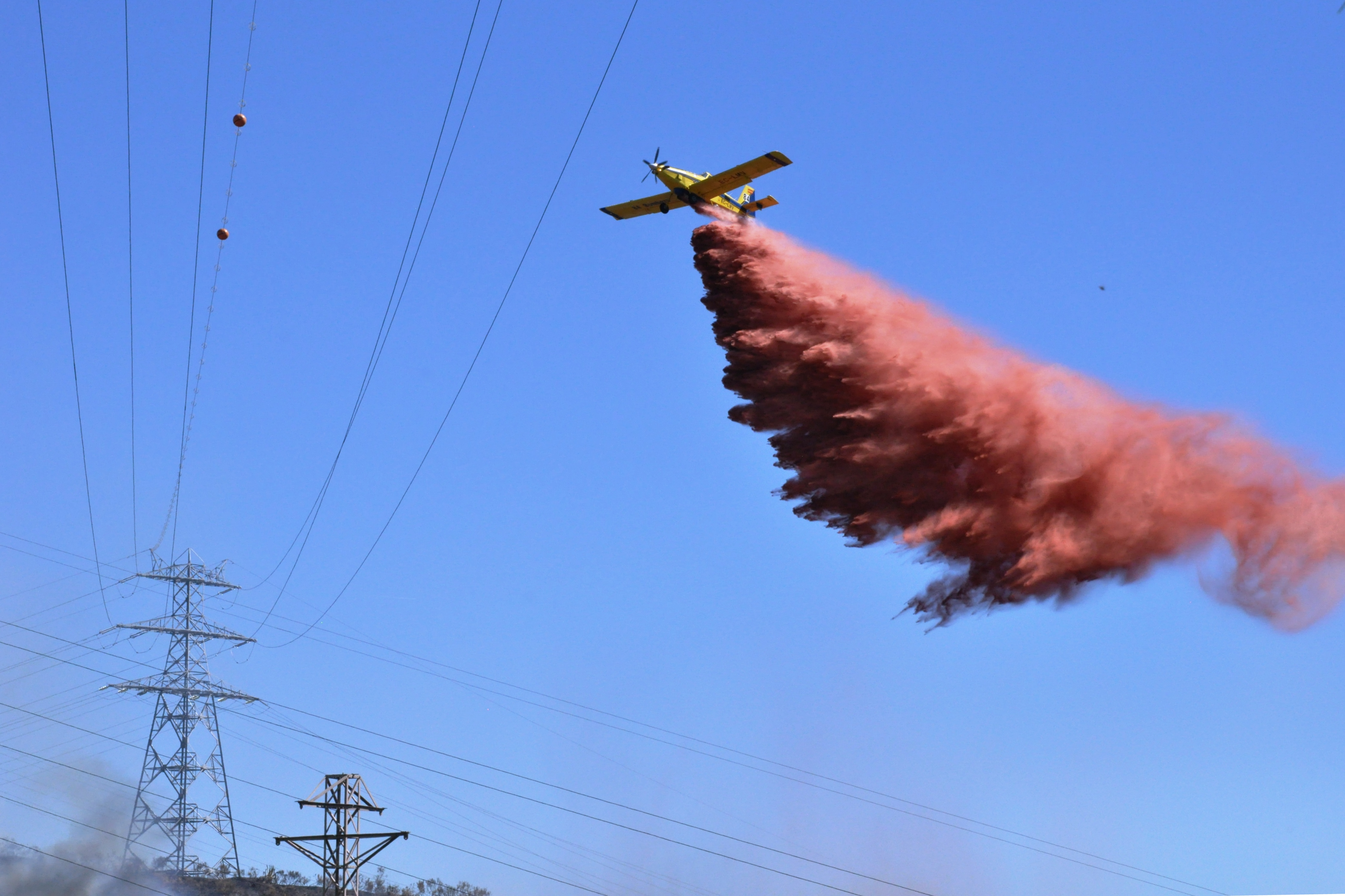
Avió de Vigilància i Atac

| Tipologia               | Codi  | Aeronau            | Funcions          | Base                                          | Observacions                      |
| ----------------------- | ----- | ------------------ | ----------------- | --------------------------------------------- | --------------------------------- |
| Helicòpter              | 50.03 | Eurocopter EC135   | Rescat (GRAE)     | Aeroport de Sabadell                          |                                   |
| Helicòpter              | 50.04 | Bell 429           | Rescat (GRAE)     | Parc de Bombers de La Seu d'Urgell / Tírvia   |                                   |
| Helicòpter              | 50.05 | Eurocopter EC135   | Rescat (GRAE)     | Aeroport de Sabadell / Parc de Bombers d'Olot |                                   |
| Total: 3                |       |                    |                   |                                               |                                   |
| Helicòpter              | 50.38 | Eurocopter AS350   | Polivalent        | Parc de Bombers de Vielha                     |                                   |
| Total: 1                |       |                    |                   |                                               |                                   |
| Helicòpter              | 50.41 | Eurocopter AS350   | Bombarder         | Aeroport de Sabadell                          |                                   |
| Helicòpter              | 50.11 | Eurocopter AS350   | Bombarder         | Parc de Bombers de Calaf                      | Només durant la campanya forestal |
| Helicòpter              | 50.21 | Eurocopter AS350   | Bombarder         | Parc de Bombers d'Orriols                     | Només durant la campanya forestal |
| Helicòpter              | 50.22 | Eurocopter AS350   | Bombarder         | Parc de Bombers de Maçanet                    | Només durant la campanya forestal |
| Helicòpter              | 50.31 | Eurocopter AS350   | Bombarder         | Parc de Bombers de Balaguer                   | Només durant la campanya forestal |
| Helicòpter              | 50.32 | Eurocopter AS350   | Bombarder         | Parc de Bombers de Tremp                      | Només durant la campanya forestal |
| Helicòpter              | 50.42 | Eurocopter AS350   | Bombarder         | Dosrius                                       | Només durant la campanya forestal |
| Helicòpter              | 50.51 | Eurocopter AS350   | Bombarder         | Heliport del Garraf                           | Només durant la campanya forestal |
| Helicòpter              | 50.61 | Eurocopter AS350   | Bombarder         | Parc de Bombers de Prades                     | Només durant la campanya forestal |
| Helicòpter              | 50.71 | Eurocopter AS350   | Bombarder         | Parc de Bombers de Móra d'Ebre                | Només durant la campanya forestal |
| Total: 10               |       |                    |                   |                                               |                                   |
| Helicòpter              | 50.10 | Eurocopter AS350   | Comandament       | Parc de Bombers de Manresa                    | Només durant la campanya forestal |
| Helicòpter              | 50.20 | Eurocopter EC120   | Comandament       | Parc de Bombers de Girona                     | Només durant la campanya forestal |
| Helicòpter              | 50.30 | Eurocopter AS350   | Comandament       | Parc de Bombers de Lleida                     | Només durant la campanya forestal |
| Helicòpter              | 50.40 | Eurocopter EC120   | Comandament       | Heliport d'Ullastrell                         | Només durant la campanya forestal |
| Helicòpter              | 50.60 | Eurocopter AS350   | Comandament       | Centre 112 de Reus                            | Només durant la campanya forestal |
| Total: 5                |       |                    |                   |                                               |                                   |
| Helicòpter              | 50.90 | Eurocopter AS350   | Cordinació aèria  | Aeroport de Sabadell                          | Només durant la campanya forestal |
| Total: 1                |       |                    |                   |                                               |                                   |
| Avió amfibi             | 50.81 | Air Tractor AT-802 | Vigilància i atac | Aeroport de Sabadell                          |                                   |
| Avió                    | 50.82 | Air Tractor AT-802 | Vigilància i atac | Aeròdrom d'Igualada                           | Només durant la campanya forestal |
| Avió amfibi             | 50.83 | Air Tractor AT-802 | Vigilància i atac | Aeroport de Sabadell                          |                                   |
| Avió                    | 50.84 | Air Tractor AT-802 | Vigilància i atac | Aeròdrom d'Igualada                           | Només durant la campanya forestal |
| Avió                    | 50.86 | Air Tractor AT-802 | Vigilància i atac | Aeroport de Lleida-Alguaire                   | Només durant la campanya forestal |
| Total: 5                |       |                    |                   |                                               |                                   |
| Total mitjans aèris: 25 |       |                    |                   |                                               |                                   |